# Чрезвычайный и полномочный посол Финляндии в России
В статье представлен список Чрезвычайных и полномочных послов Финляндии в СССР и России.

## Хронология дипломатических отношений
- 31 декабря 1920 года — установление дипломатических отношений
- 30 ноября 1939 года — разрыв отношений в связи с Советско-финляндской войной (1939—1940)
- 13 марта 1940 года — возобновление отношений
- июнь 1941 года — разрыв отношений в связи с Советско-финской войной (1941—1944)
- 6 августа 1945 года — возобновление дипломатических отношений